# Rancho Nuevo, San Juan de Sabinas
Rancho Nuevo är en ort i Mexiko.   Den ligger i kommunen San Juan de Sabinas och delstaten Coahuila, i den centrala delen av landet, 1 000 km norr om huvudstaden Mexico City. Rancho Nuevo ligger 394 meter över havet och antalet invånare är 132.
Terrängen runt Rancho Nuevo är platt. Runt Rancho Nuevo är det ganska glesbefolkat, med 40 invånare per kvadratkilometer. Närmaste större samhälle är Palau, 9,2 km söder om Rancho Nuevo. Trakten runt Rancho Nuevo består i huvudsak av gräsmarker.